# Bahnstrecke Heide–Büsum
| |                         |                                       |                                       |
| Streckennummer (DB): | 1206                    |                                       |                                       |
| Kursbuchstrecke (DB): | 133                     |                                       |                                       |
| Kursbuchstrecke: | 101k (1934) 112e (1946) |                                       |                                       |
| Streckenlänge: | 24 km                   |                                       |                                       |
| Spurweite: | 1435 mm (Normalspur)    |                                       |                                       |
| |                         |                                       |                                       |
| \| \| \| von Neumünster \| \| \| \| \| von Itzehoe \| \| \| \| 0,0 \| Heide (Holst) \| Heide (Holst) \| \| \| \| Stadtbrücke (Heide) \| \| \| \| \| \| \| \| \| \| (Überwerfungsbauwerk) \| \| \| \| 3,3 \| Weddinghusen \| Weddinghusen \| \| \| \| nach Husum \| \| \| \| \| nach Karolinenkoog \| \| \| \| 6,0 \| Dellweg \| Dellweg \| \| \| 8,2 \| Tiebensee Bedarfshalt (früher Bhf.) \| Tiebensee Bedarfshalt (früher Bhf.) \| \| \| 10,6 \| Haferwisch \| Haferwisch \| \| \| 11,9 \| Jarrenwisch Bedarfshalt (früher Bhf.) \| Jarrenwisch Bedarfshalt (früher Bhf.) \| \| \| 13,9 \| Wesselburen (früher Bhf.) \| Wesselburen (früher Bhf.) \| \| \| 15,7 \| Süderdeich Bedarfshalt (früher Bhf.) \| Süderdeich Bedarfshalt (früher Bhf.) \| \| \| 17,8 \| Reinsbüttel Bedarfshalt (früher Bhf.) \| Reinsbüttel Bedarfshalt (früher Bhf.) \| \| \| 20,2 \| Osterhof \| Osterhof \| \| \| +2,5 \| Spaldingbahn, 600 mm Spurweite \| Spaldingbahn, 600 mm Spurweite \| \| \| \| Büsum Hafen \| \| \| \| 23,8 \| Büsum \| Büsum \| |                         |                                       |                                       |
| Strecke |                         | von Neumünster                        | von Neumünster                        |
| Strecke · Strecke von links |                         | von Itzehoe                           | von Itzehoe                           |
| Bahnhof · Bahnhof | 0,0                     | Heide (Holst)                         | Heide (Holst)                         |
| Strecke mit Straßenbrücke · Strecke mit Straßenbrücke |                         | Stadtbrücke (Heide)                   | Stadtbrücke (Heide)                   |
| Abzweig geradeaus und nach links · Abzweig geradeaus und von rechts |                         |                                       |                                       |
| Strecke von links · Kreuzung geradeaus unten · Strecke nach rechts |                         | (Überwerfungsbauwerk)                 | (Überwerfungsbauwerk)                 |
| Strecke · ehemaliger Bahnhof | 3,3                     | Weddinghusen                          | Weddinghusen                          |
| Strecke nach rechts · Strecke |                         | nach Husum                            | nach Husum                            |
| Abzweig geradeaus und ehemals nach rechts |                         | nach Karolinenkoog                    | nach Karolinenkoog                    |
| ehemaliger Haltepunkt / Haltestelle | 6,0                     | Dellweg                               | Dellweg                               |
| Haltepunkt / Haltestelle | 8,2                     | Tiebensee Bedarfshalt (früher Bhf.)   | Tiebensee Bedarfshalt (früher Bhf.)   |
| ehemaliger Bahnhof | 10,6                    | Haferwisch                            | Haferwisch                            |
| Haltepunkt / Haltestelle | 11,9                    | Jarrenwisch Bedarfshalt (früher Bhf.) | Jarrenwisch Bedarfshalt (früher Bhf.) |
| Haltepunkt / Haltestelle | 13,9                    | Wesselburen (früher Bhf.)             | Wesselburen (früher Bhf.)             |
| Haltepunkt / Haltestelle | 15,7                    | Süderdeich Bedarfshalt (früher Bhf.)  | Süderdeich Bedarfshalt (früher Bhf.)  |
| Haltepunkt / Haltestelle | 17,8                    | Reinsbüttel Bedarfshalt (früher Bhf.) | Reinsbüttel Bedarfshalt (früher Bhf.) |
| ehemaliger Bahnhof · Betriebs-/Güterbahnhof Streckenanfang (Strecke außer Betrieb) | 20,2                    | Osterhof                              | Osterhof                              |
| Strecke · Strecke nach links (außer Betrieb) | +2,5                    | Spaldingbahn, 600 mm Spurweite        | Spaldingbahn, 600 mm Spurweite        |
| Abzweig geradeaus und ehemals von links · Betriebs-/Güterbahnhof Streckenende und quer (Strecke außer Betrieb) |                         | Büsum Hafen                           | Büsum Hafen                           |
| Kopfbahnhof Streckenende | 23,8                    | Büsum                                 | Büsum                                 |

Die Bahnstrecke Heide–Büsum ist eine eingleisige, nicht elektrifizierte Nebenbahn im Kreis Dithmarschen in Schleswig-Holstein, die die Kreisstadt Heide mit dem Nordseebad Büsum verbindet.

## Geographie
Die Strecke verläuft aus dem Kreuzungsbahnhof (ehemals Inselbahnhof) Heide in Fortsetzung der Bahnstrecke Neumünster–Heide zunächst parallel zur Marschbahn durch die flache Geestlandschaft. Auf Höhe des Ortsteils Weddinghusen der Gemeinde Weddingstedt unterquert sie die Marschbahn. Wichtigster Unterwegshalt ist die Kleinstadt Wesselburen. Der Bahnhof Büsum an der Nordsee wird vor allem von Touristen genutzt.

## Geschichte
Die Strecke Weddinghusen–Wesselburen wurde am 1. November 1878 durch die Wesselburen–Heider Eisenbahngesellschaft als Zweigstrecke der seit 1877 bestehenden Strecke Karolinenkoog–Heide–Neumünster eröffnet. Die Verlängerung dieser Zweigstrecke von Wesselburen nach Büsum wurde durch Preußische Konzession vom 12. September 1883 genehmigt und für den Güterverkehr am 1. November 1883 sowie für den Personenverkehr am 15. November 1883 eröffnet. Den Betrieb übernahm von Anfang an die Westholsteinische Eisenbahngesellschaft, die zum 1. April 1881 die Wesselburener Gesellschaft aufkaufte. Die Westholsteinische Eisenbahngesellschaft ging am 1. Juli 1890 in der Preußischen Staatsbahn auf.

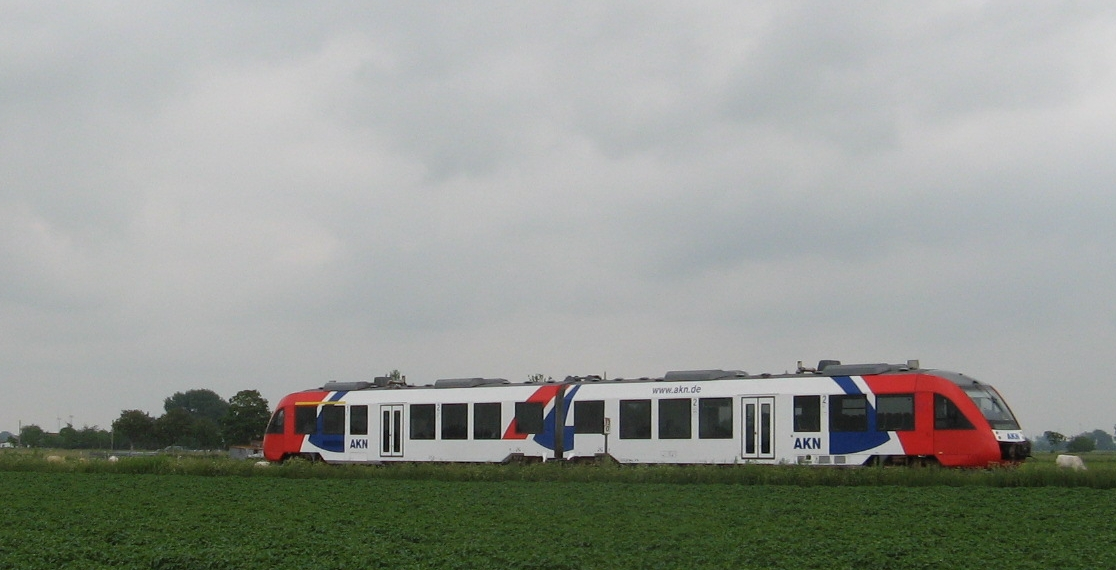
AKN-Zug bei Jarrenwisch

Um Wesselburen gab es ein umfangreiches Netz an Schmalspurbahnen zur Abfuhr landwirtschaftlicher Güter, die dann Richtung Heide befördert wurden (Wesselburener Spurbahnen, Spurweite 750 mm). Beim Bahnhof Osterhof endete eine 2,5 km lange Spaldingbahn (Spurweite 600 mm).
In den späten 1950er Jahren befuhr neben Personenzügen ein Eilzugpaar die Strecke von Büsum über Heide und Neumünster nach Eutin. In den 1980er Jahren trug der Einsatz von unwirtschaftlichen Zuggarnituren (V 100 mit n-Wagen-Steuerwagen) zum zwischenzeitlichen Niedergang der Strecke bei.

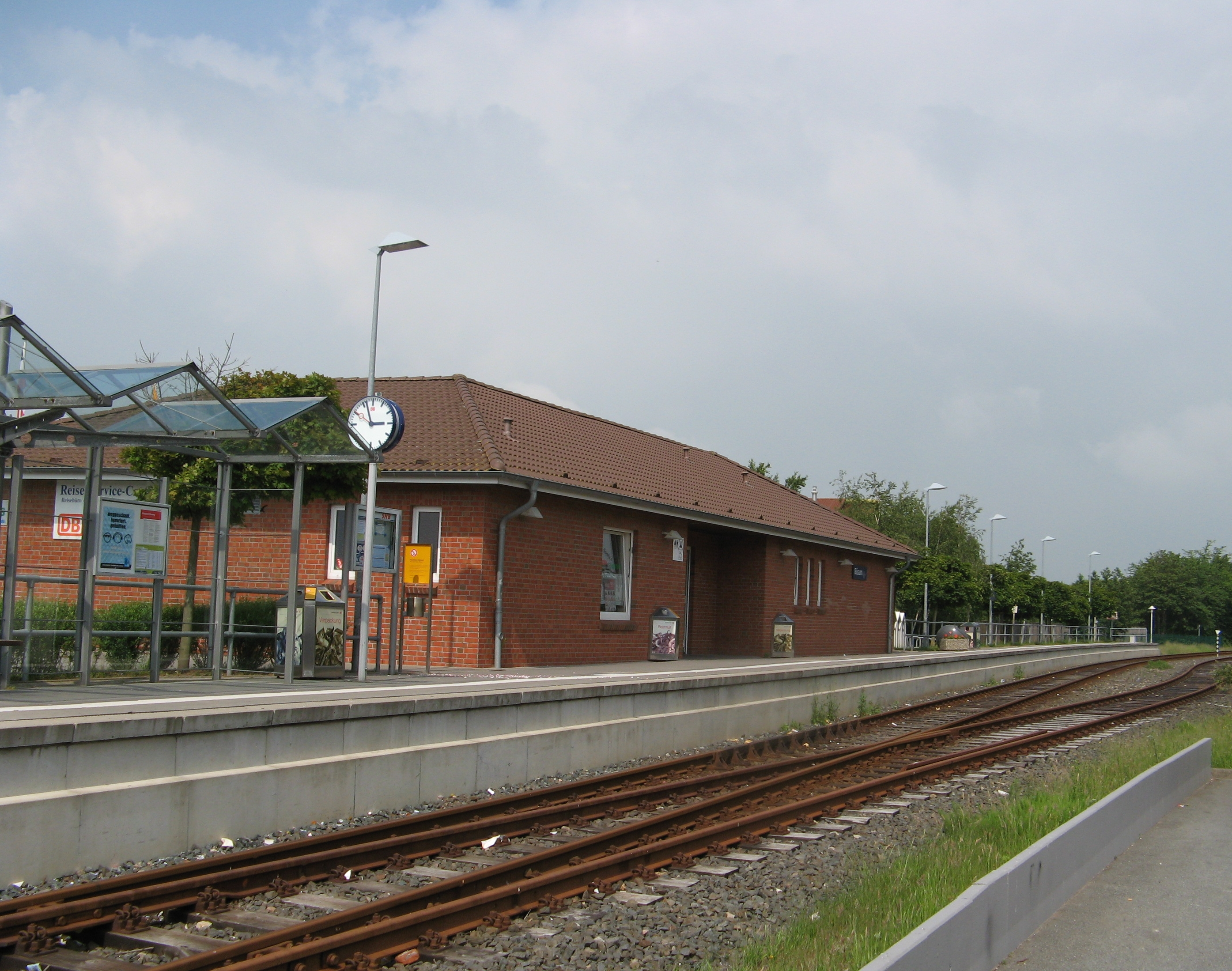
Bahnhof Büsum

An der Strecke Heide–Büsum wurden seitdem an den Unterwegshalten alle Nebengleise entfernt und die Bahnhöfe zu Haltepunkten umgewandelt.

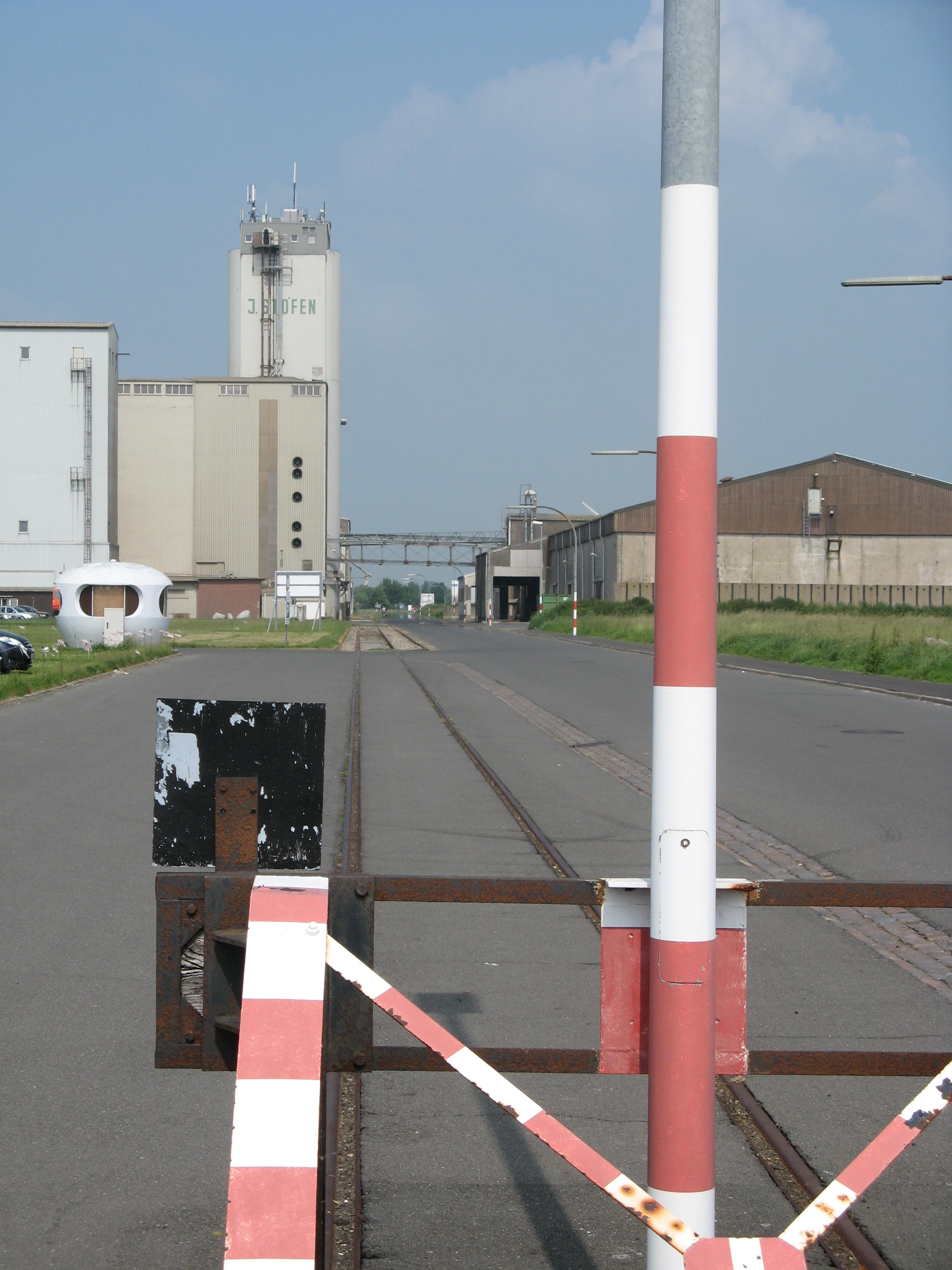
Büsumer Hafenbahn

Ab dem 5. November 2000 wurde der Personenverkehr auf der Strecke nach gewonnener Ausschreibung von der Schleswig-Holstein-Bahn GmbH, einer Tochtergesellschaft der AKN Eisenbahn AG (Altona-Kaltenkirchen-Neumünster Eisenbahn) betrieben. Im Zuge der damit verbundenen Einführung des Stundentakts zwischen Heide und Büsum wurden die Haltepunkte Osterhof und Haferwisch geschlossen.
Nachdem die AKN 2003 auch die Ausschreibung auf der Bahnstrecke Neumünster–Heide gewann, werden die beiden unter einer gemeinsamen Kursbuchnummer geführt. Die meisten von Neumünster kommenden Züge werden nach Büsum durchgebunden. Als Fahrzeuge finden LINT 41-Triebwagen Verwendung.
Seit dem Fahrplanwechsel im Dezember 2011 bedient nunmehr die NBE nordbahn Eisenbahngesellschaft mbH & Co. KG, eine gemeinsame Tochtergesellschaft der AKN Eisenbahn AG und der BeNEX GmbH, die Strecke. Auch diese Züge werden zumeist bis nach Neumünster durchgebunden.
Im Zuge des Akku-Netz Schleswig-Holstein (ANSH) werden seit dem Fahrplanwechsel im Dezember 2023 auf vielen nicht elektrifizierten Strecken in Schleswig-Holstein der Dieselbetrieb nach und nach durch Akku-Züge ersetzt. Dafür errichtete die DB im Bahnhof Heide eine Oberleitungsinselanlage. Die vom Land Schleswig-Holstein gestellten "Flirt Akku" Triebwagen von Stadler sollen der nordbahn auf der Strecke Neumünster–Hohenwestedt–Heide(Holst)–Büsum im Laufe des Jahres 2024 zur Verfügung gestellt werden. Bis dahin fahren wie bisher die Diesel-Triebwagen. Ebenfalls mit dem Fahrplanwechsel entfällt der Fahrkartenverkauf an Fahrkartenautomaten im Zug.
Gegenwärtig verkehren keine Güterzüge mehr, da der Güterverkehr zum 28. Februar 1994 offiziell eingestellt wurde. Allerdings wird die Büsumer Hafenbahn für eine mögliche zukünftige Nutzung vorgehalten.